# Halabdža
Halabdža (kurdsky هەڵەبجە Helepçe) je hlavní město stejnojmenného guvernorátu v Iráku, nacházející se přibližně 240 km severovýchodně od Bagdádu v autonomním regionu Irácký Kurdistán.

## Dějiny
V závěrečné fázi irácko-íránské války, 16. března 1988, totalitní režim Saddáma Husajna použil chemické zbraně proti obyvatelům tohoto města poté, co Halabdžu obsadila íránská armáda ve spolupráci s místními kurdskými povstalci. Při útoku zemřelo přes 5 000 civilistů a dalších 10 000 utrpělo vážná zranění.
12. listopadu 2017 bylo město zasaženo zemětřesením o síle 7,3 podle Richterovy stupnice. Epicentrum se nacházelo 32 km jihovýchodně od města.